# Mieszkowicka Dąbrowa
Mieszkowicka Dąbrowa este o arie protejată (sit de importanță comunitară — SCI) din Polonia întinsă pe o suprafață de 26,39 ha, integral pe uscat.

## Localizare
Centrul sitului Mieszkowicka Dąbrowa este situat la coordonatele 52°47′01″N 14°23′14″E / 52.7836°N 14.3871°E.

## Înființare
Situl Mieszkowicka Dąbrowa a fost declarat sit de importanță comunitară în octombrie 2009 pentru a proteja 2 specii de animale.

## Biodiversitate
Situată în ecoregiunea continentală, aria protejată conține 1 habitat natural: Păduri acidofile de stejar bătrân cu Quercus robur pe câmpii nisipoase.
La baza desemnării sitului se află mai multe specii protejate de  nevertebrate (2): croitorul mare al stejarului (Cerambyx cerdo), Osmoderma eremita.